# Richard Carlyle
Richard Carlyle (* 20. März 1914 in St. Catharines, Ontario; † 15. November 2009 in Los Angeles) war ein kanadischer Schauspieler.

## Leben
Carlyle spielte seit den 1950er Jahren in Theaterstücken am Broadway (Mrs Gibbon’s Boys, Mr Barry’s Etchings, Out West of Eighth und Fragile Fox) und hatte Rollen in Episoden von Fernsehserien. Zu seinen bekanntesten Interpretationen gehören die des Kommandierenden Adams in Torpedo los! und die des Carl Jaeger in der Squire of Gothos-Folge der Serie Raumschiff Enterprise. Seine Filmografie umfasst etwa 70 Auftritte.

## Filmografie (Auswahl)
- 1950: Cameo Theatre (Fernsehserie, 1 Folge)
- 1950: The Web (Fernsehserie, 1 Folge)
- 1951: Armstrong Circle Theatre (Fernsehserie, 1 Folge)
- 1951: Target Unknown
- 1950–1951: Studio One (Fernsehserie, 2 Folgen)
- 1951: The Clock (Fernsehserie, 1 Folge)
- 1951: Lights Out (Fernsehserie, 1 Folge)
- 1951: Crime Photographer (Fernsehserie, 5 Folgen)
- 1951: Celanese Theatre (Fernsehserie, 1 Folge)
- 1951–1953: Kraft Television Theatre (Fernsehserie, 2 Folgen)
- 1952: The Egg and I (Fernsehserie, 1 Folge)
- 1952: Police Story (Fernsehserie, 1 Folge)
- 1952: The Secret Vote (Fernsehfilm)
- 1952: Im Banne des Teufels (The Iron Mistress)
- 1952: Goodyear Television Playhouse (Fernsehserie, 1 Folge)
- 1952–1953: Lux Video Theatre (Fernsehserie, 2 Folgen)
- 1952–1954: The Big Story (Fernsehserie, 2 Folgen)
- 1952–1954: The Adventures of Ellery Queen (Fernsehserie, 2 Folgen)
- 1953: Medallion Theatre (Fernsehserie, 1 Folge)
- 1953: The Man Behind the Badge (Fernsehserie, 1 Folge)
- 1956: Appointment with Adventure (Fernsehserie, 1 Folge)
- 1956: Matinee Theatre (Fernsehserie, 1 Folge)
- 1956: Climax! (Fernsehserie, 1 Folge)
- 1956: Big Town (Fernsehserie, 1 Folge)
- 1957: They Ask for Joey (Kurzfilm)
- 1958: The Silent Service (Fernsehserie, 1 Folge)
- 1958: Torpedo los! (Torpedo run)
- 1958: Flight (Fernsehserie, 1 Folge)
- 1958: Playhouse 90 (Fernsehserie, 1 Folge)
- 1958–1962: 77 Sunset Strip (Fernsehserie, 3 Folgen)
- 1959: The Thin Man (Fernsehserie, 1 Folge)
- 1959: 26 Men (Fernsehserie, 2 Folgen)
- 1959: Richard Diamond, Privatdetektiv (Richard Diamond, Private Detective, Fernsehserie, 1 Folge)
- 1959: Bronco (Fernsehserie, 1 Folge)
- 1959: Dezernat M (M Squad, Fernsehserie, 1 Folge)
- 1959–1960: Der Texaner (The Texan, Fernsehserie, 2 Folgen)
- 1959–1961: Die Unbestechlichen (The Untouchables, Fernsehserie, 3 Folgen)
- 1959–1961: Der Kopfgeldjäger (Wanted: Dead or Alive, Fernsehserie, 2 Folgen)
- 1960: New Orleans, Bourbon Street (Fernsehserie, 1 Folge)
- 1960: Im wilden Westen (Death Valley Days, Fernsehserie, 1 Folge)
- 1960: Gold in Alaska (The Alaskans, Fernsehserie, 1 Folge)
- 1960: Der Admiral (The Gallant Hours)
- 1960: Dan Raven (Fernsehserie, 1 Folge)
- 1960: Hong Kong (Fernsehserie, 1 Folge)
- 1961: Alcoa Presents: One Step Beyond (Fernsehserie, 1 Folge)
- 1961: Es geschah in den Zwanzigern (The Roaring 20’s, Fernsehserie, 1 Folge)
- 1961: The Tall Man (Fernsehserie, 1 Folge)
- 1961: Lawman (Fernsehserie, 1 Folge)
- 1961: Hawaiian Eye (Fernsehserie, 1 Folge)
- 1961: Alfred Hitchcock präsentiert (Alfred Hitchcock Presents, Fernsehserie, 1 Folge)
- 1961: Outlaws (Fernsehserie, 1 Folge)
- 1962: Schauplatz Los Angeles (The New Breed, Fernsehserie, 1 Folge)
- 1962: Alcoa Premiere (Fernsehserie, 1 Folge)
- 1963: Tausend Meilen Staub (Rawhide, Fernsehserie, 1 Folge)
- 1963: Alfred Hitchcock zeigt (The Alfred Hitchcock Hour, Fernsehserie, 1 Folge)
- 1963: Stationsarzt Dr. Kildare (Dr. Kildare, Fernsehserie, 1 Folge)
- 1963: Das große Abenteuer (The Great Adventure, Fernsehserie, 1 Folge)
- 1964: Ein Page hat’s nicht leicht (The Bill Dana Show, Fernsehserie, 1 Folge)
- 1964: Mr. Novak (Fernsehserie, 1 Folge)
- 1965: Rauchende Colts (Gunsmoke, Fernsehserie, 1 Folge)
- 1965: Der Mann ohne Namen (A Man Called Shenandoah, Fernsehserie, 1 Folge)
- 1966: Ein Fall für Harper (Harper)
- 1966: Privatdetektivin Honey West (Honey West, Fernsehserie, 1 Folge)
- 1966: Blue Light (Fernsehserie, 1 Folge)
- 1967: Raumschiff Enterprise (Star Trek, Fernsehserie, 1 Folge)
- 1967: Sail to Glory
- 1969: Planet der Giganten (Land of the Giants, Fernsehserie, 1 Folge)
- 1969: Bracken’s World (Fernsehserie, 1 Folge)
- 1969: Dr. med. Marcus Welby (Marcus Welby, M.D., Fernsehserie, 1 Folge)
- 1971: Cannon (Fernsehserie, 1 Folge)
- 1972: Say Goodbye, Maggie Cole (Fernsehfilm)
- 1973: Drei Mädchen und drei Jungen (The Brady Bunch, Fernsehserie, 1 Folge)
- 1974: Die Rookies (Fernsehserie, 1 Folge)
- 1975: Harry-O (Fernsehserie, 1 Folge)
- 1975: Einsatz in Manhattan (Kojak, Fernsehserie, 1 Folge)
- 1977: Notruf California (Emergency!, Fernsehserie, 1 Folge)
- 1977: The Spell (Fernsehfilm)
- 1979: In Search of Historic Jesus (Doku)
- 1979: Marciano (Fernsehfilm)
- 1984: Unter Brüdern (Brothers, Fernsehserie, 1 Folge)
- 1985: The Fisher Family (Fernsehserie, 1 Folge)
- 1991: Die U-Boot Academy (U-Boot Academy)
- 1994: Die Sünden eines Vaters (Secret Sins of the Father, Fernsehfilm)